# Antheua rufovittata
Antheua rufovittata är en fjärilsart som beskrevs av Aurivillius 1901. Antheua rufovittata ingår i släktet Antheua och familjen tandspinnare. Inga underarter finns listade i Catalogue of Life.